# 윌 킨
윌리엄 데이빗 토마스 "윌" 킨(영어: William David Thomas "Will" Keane, 1993년 1월 11일 ~ )는 잉글랜드 출신의 아일랜드 축구 선수로서, 포지션은 스트라이커이다. 현재 프레스턴 노스 엔드에서 뛰고 있다.